# Mario Perniola
 (janvier 2018).
Si vous disposez d'ouvrages ou d'articles de référence ou si vous connaissez des sites web de qualité traitant du thème abordé ici, merci de compléter l'article en donnant les références utiles à sa vérifiabilité et en les liant à la section « Notes et références ».
Pour les articles homonymes, voir Perniola.
Mario Perniola, né le 20 mai 1941 à Asti dans le Piémont et mort le 9 janvier 2018, est un philosophe italien, chercheur en communication, spécialiste en esthétique, théoricien de l’art et de la littérature et spécialiste de la sexologie.

## Biographie
Diplômé de philosophie de l'université de  Turin (il travaille avec Luigi Pareyson lors d'une thèse sur la méta-littérature), Mario Perniola effectue ensuite des séjours d'études à Paris, à Londres et à Bruxelles. En 1966, il rencontre Jacques Derrida et Guy Debord, qui auront une grande influence sur sa pensée.
Chargé de cours de 1970 à 1976 à l'université de Salerne, il obtient son diplôme de professeur titulaire en 1976, et enseigne l'esthétique à Salerne jusqu'en 1983. Il est nommé par la suite professeur d'esthétique à l'université de Rome « Tor Vergata », où il occupe également le poste de directeur du département de recherche philosophique de 1986 à 1992.
Il collabore par ailleurs à diverses publications, dont Nuovi Argomenti, Traverses, revue trimestrielle du Centre de création industrielle publiée par le Centre Pompidou (1975-1994) et Lignes. Il fonde et dirige les revues Agaragar (de 1971 à 1973), Clinamen (de 1982 à 1992), et le périodique Estetica News (de 1989 à 1995) et, depuis 2000, Ágalma.
Il a été professeur invité en France (EHESS), au Japon (Université de Kyoto), au Danemark (Université d'Aarhus), au Brésil (USP), au Canada (Université d'Edmonton) et en Australie (Université de Sydney). 

Ses ouvrages sont traduits en plusieurs langues (occidentales et orientales).

## Pensée
Mario Perniola a commencé par étudier l'autoréférence en littérature et la rencontre entre l'avant-garde artistique et politique au XXe siècle, puis il s'est interrogé sur la séparation entre l'art et la vie courante d'un point de vue à la fois théorique et historique. Il a également réfléchi à la notion de « transition », considérée comme un développement de la notion hégélienne d‘Aufhebung et de la notion nietzschéenne d‘Überwindung. La caractéristique principale de ses recherches esthétiques est d'évoluer en étroite relation avec les expériences artistiques les plus avancées (depuis l'Internationale situationniste en passant par le Post-humain et au-delà).

### Lesex-appealde l'inorganique
Avec cette expression Perniola étudie un rapport affranchi de l’orgasme au profit d’une sexualité « neutre et inorganique ». En d’autres termes, une jouissance érotique qui cesse de prendre l’orgasme comme finalité, et qui maintient la tension sexuelle à son degré d’intensité le plus grand. L’auteur en vient ainsi à définir la position des philosophes qui entrent dans sa problématique : Descartes, Platon, Hegel, Schelling, Sartre, Wittgenstein ou encore les penseurs stoïciens. Perniola insiste longuement sur la notion de « chose sentante »[Quoi ?] — en italien : cosa senziente, expression employée par Perniola pour souligner le caractère au même temps inorganique et sensible assumé par l'individu pendant l'expérience d'une sexualité post-humaine — qui fait pendant à la res cogitans de Descartes.

### Contre la communication
Un autre aspect du travail philosophique de Perniola se focalise sur la dénonciation des ravages de la communication sur la culture et la société occidentales, et montre comment l’esthétique peut être un antidote contre cette contamination : Perniola commence par s'attaquer à une idée reçue :  la communication, loin d’être du côté du progressisme démocratique, serait du côté de l’obscurantisme populiste, en ce qu'elle serait le contraire d’une information véritable.

## Ouvrages

### En français
- L'Aliénation artistique, préface de Pierre Sansot, traduction d'Anton Harstein, Paris, coll. 10/18, 1977  (ISBN 2-264-00187-9)
- L'Instant éternel. Bataille et la pensée de la marginalité, traduction de François Pelletier, Paris, Meridiens Anthropos, 1982  (ISBN 2-86563-024-2)
- Énigmes, traduction de Robert Laliberté et Isabella di Carpegna, Bruxelles, La Lettre Volée, 1995  (ISBN 2-87317-037-9)
- Le Sex-Appeal de l'inorganique, traduction de C. Siné, Paris, Lignes/Éditions Léo Scheer, 2003  (ISBN 2-915280-00-2)
- Contre la communication, traduction de C. Siné, Paris, Lignes & Manifestes, 2004   (ISBN 2-84938-024-5)
- L'identité catholique. La forme culturelle d'une religion universelle, traduction de C. Margat, Belval, Éditions Circé, 2017  (ISBN 2-84242-443-3)

### En italien
- Il metaromanzo, Milan, Silva, 1966
- L'alienazione artistica, Milan, Mursia, 1971
- La società dei simulacri, Bologne, Cappelli, 1983
- Dopo Heidegger. Filosofia ed organizzazione della cultura, Milan, Feltrinelli, 1982
- Presa diretta. Estetica e politica, Venise, Cluva, 1986
- Enigmi. Il momento egizio nella società e nell'arte, Gênes, Costa & Nolan, 1990
- Estetica del Novecento, Bologne, il Mulino, 1997
- Transiti. Filosofia e perversione, Rome, Castelvecchi 1998
- Philosophia sexualis. Scritti su Georges Bataille, Vérone, Ombre Corte, 1998
- Disgusti. Nuove tendenze estetiche, Milan, Costa e Nolan, 1999
- Del sentire cattolico. La forma culturale di una religione universale, Bologne, Il Mulino, 2001
- L’arte e la sua ombra, Turin, Einaudi, 2001
- Del sentire, Turin, Einaudi, 2002
- Il sex appeal dell’inorganico, Turin, Einaudi, 2004
- Contro la comunicazione, Turin, Einaudi, 2004
- I situazionisti, Rome, Castelvecchi, 2005
- Miracoli e traumi della comunicazione, Turin, Einaudi, 2009
- L'arte espansa, Turin, Einaudi, 2015.  (ISBN 9788806226510).
- Del terrorismo come una delle belle arti, Milan, Mimesis, 2016.  (ISBN 9788857532202).
- Estetica italiana contemporanea, Milan, Bompiani, 2017,  (ISBN 978-88-452-8404-5).

#### Colloques autour de l'œuvre de Perniola
- (en) Textualities at the Margin: Reading Perniola Reading, sous la direction de Massimo Verdicchio, University of South Alabama, Mobile, Alabama (États-Unis) 9 mai 1997
- (en) Reading Mario Perniola’s Ritual Thinking, sous la direction de Hugh J. Silverman, 13th Annual International Philosophical Seminar, Kastelruth Sud (Italie), 29 juin-8 juillet 2003
- (en) Mario Perniola’s Transits, Close Encounter, sous la direction de Gary E. Aylesworth, Syracuse University (États-Unis), 22 mai 2004, Eastern Illinois University, Charleston, Illinois (États-Unis)

#### Autres textes
- (it) Eugenio Montale, « Entra in scena il metaromanzo », Corriere della Sera, 9 octobre 1966
- Pierre Sansot, préface à L'Aliénation artistique, Paris, coll. 10/18, 1977, p. 7-19
- Michel Miranda, « La passion de l'inachevé », in Cahiers internationaux de sociologie, juillet-décembre 1983
- (en) Hayden White, « The Italian Difference and the politics of Culture », Graduate Faculty Philosophy Journal, New School for Social Research, New York, 1984, no 1, p. 117-122
- (en) Giovanna Borradori, Strategies of the Italian Thought, Introduction to a Recoding Metaphysics, Evanston, Northwestern University Press, 1988, p. 1-27
- (en) Robert Burch, « The Simulacrum of Death: Perniola beyond Heidegger and Metaphysics? », in Feeling the Difference, Extreme Beauty. Aesthetics,  Politics, Death, éd. par James Swearingen et Johanne Cutting-Gray, New York-Londres, Continuum, 2002.
- Roger-Paul, « Quand les philosophes se mêlent au sexe », Le Monde, 24 octobre 2003
- Jean-Baptiste Marongiu, Zone Hetérogène, Libération, 20 novembre 2003
- Christian Descamps, « Philosophie », La Quinzaine littéraire, no 866, 1-15 décembre 2003
- Claire Margat, « Mario Perniola, le sex appeal de l'inorganique », Art Press, no 296, décembre 2003
- Christian Descamps, « Pour l'esthétique », La Quinzaine littéraire, no 887, 1-15 novembre 2004
- Paul Ardenne, « Contre la communication », Art Press, no 306, novembre 2004
- (en) Andrea Nicolini, « A Thing That Feels. Love and Seduction in Mario Perniola's Philosophy of Transit », in Agalma no 36, octobre 2018